# Сасари
Сасари (итал. Sassari, на месном говору: Sassari) град је у западној Италији. Сасари је други по величини и значају град на Сардинији и седиште истоименог округа Сасари.

## Природне одлике

### Рељеф
Град Сасари налази се у северном делу Сардиније, на 210 км северно од Каљарија. Средоземно море је 12 км северно од града. Сасари је главно насеље друге по значају равнице на острву, Нуре. Град је смештен у на јужном ободу равничарског подручја, док се ка југу тло постепено издиже у крашко побрђе.

### Клима
Клима у Сасарију се средоземна.

### Воде
Град нема водотока, али је изграњем на тлу веома богатом издани, па су бунари једно од обележја града.

## Историја
Подручје града било је насељено још од времена праисторије, али се прво значајније насеље на овом месту јавља тек у 9. веку. Разлог је било пресељење становништва из приобалних насеља даље од мора и напада сараценских гусара. Неколико следећих векова град је био под заштитом околних поморских сила (Пиза, Ђеновљанска република, Арагон) током кога је вештим балансирањем доспео у положај најважнијег насеља у северној половини Сардиније.
Од 14. века град је био у поседу Арагона, који је потом уједињен у Шпанију. У 18. веку град са целим острвом потпада под краљевину Пијемонт, да би 1861. године био присједињен новооснованој Краљевини Италији.

## Становништво
Према резултатима пописа становништва 2011. у општини је живело 123.782 становника.
| 1931.  | 1936.  | 1951.  | 1961.  | 1971.   | 1981.   | 1991.   | 2001.   | 2011.   |
| ------ | ------ | ------ | ------ | ------- | ------- | ------- | ------- | ------- |
| 51.283 | 54.926 | 69.571 | 89.311 | 106.261 | 119.596 | 122.339 | 120.729 | 123.782 |

Сасари данас има око 130.000 становника, махом Италијана. То је 3 пута више него на почетку 20. века. Последњих деценија број становника у граду стагнира.
Традиционални говор у граду и околини је прелазна варијанта између говора Сардиније и Корзике.

## Привреда
Сасари се развио је веома важно привредно средиште Сардиније. Град има наглашен индсутријски карактер, сасвим необичан за слабо развијену Сардинију. Посебно су важне петрохемијска и фармацеутска индустрија.

## Градске знаменитости
Сасари није страдао у Другом светском рату, па поседује очувано старо језгро. Ту се налази више вредних и добро очуваних цркава, палата и јавних здања. Град је познат и по великом броју музеја.

## Партнерски градови
- Темишвар
- Витербо
- Горица
- Нола

## Галерија
- Катедрала светог Николе
- Детаљ из градског језгра
- Градска већница
- Ректорат Универзитета у Сасарију